# Ukrajinski kozaci
Ukrajinski kozaci je pojam koji označava pripadnike slavenskih vojničkih skupina, ukrajinske etničke pripadnosti, koji se krajem 15. stoljeća iz sjeverozapadnih ukrajinskih krajeva sele na stepske prostore južne Ukrajine i Rusije (prostor uz ušće rijeke Don). Ukrajinski kozaci obuhvaćaju Zaporoške kozake iz 15. stoljeća, djelomično Donske kozake, zatim Dunavske i Kubanske kozake iz 18. odnosno 19. stoljeća. Dunavski i Kubanski kozaci smatraju se potomcima Zaporoških kozaka koji su svoje neovisno političko središte imali na Zaporoškoj Siči - ukrajinsko društveno-političko središte u 17. stoljeću.
Ukrajinski kozaci su specifični iz nekoliko razloga; Zaporoški kozaci su prvi poznati kozaci koji su stvorili jedinstvenu kozačku državu odnosno Zaporošku Republiku. Ukrajinski kozaci su također posebni po tome što su bogatu kulturu kozačkog odnosno vojničkog načina života prenijeli na mnoge druge narode u okruženju, posebno među Rusima i Poljacima. Ukrajinski kozaci su se razlikovali od svih drugih kozaka u Ruskom Carstvu zato što su teško prihvaćali apsolutni autoritet moskovskog cara, često zagovarajući neovisnost vlastite ukrajinske države, te su s toga imali posebne privilegije i specifičnu ukrajinsku autonomiju sve do 18. stoljeća.
Vojnička kultura ukrajinskih kozaka snažno se odrazila na nacionalnu kulturu Ukrajinaca i Rusa sve do danas te se svi kozaci često promatraju kao ponosni čuvari granica nekadašnjeg moćnog Ruskog Carstva. U Ukrajini, ukrajinski kozaci predstavljaju simbol ukrajinske neovisnosti tijekom nezavidnog povjesnog razdoblja u 18. stoljeću, kada je današnji prostor Ukrajine bio podjeljen između Poljsko-Litavske Unije, Ruskog Carstva i Krimskog Kanata na krajnjem jugu.

## Prve kozačke formacije
Krajem 15. i početkom 16. stoljeća svi zapadni ukrajinski gradovi i mjesta pod poljskom su vlašću. Ta vlast potiče naseljavanje novih poljskih, njemačkih i židovskih vlastodržaca i zemljoposjednika. Kako su isti ukrajinski prostori od uvijek poznati kao žitnica Europe, novi vlasnici, umjesto da naplaćuju danak, nemilosrdno iskorištavaju ukrajinsko stanoviništvo kao radničko seljaštvo.
Drugačija situacija bila je na prostoru stepske jugoistočne Ukrajine, gdje Litavci i Poljaci nisu mogli uspostaviti adekvatnu teritorijalnu kontrolu jer su tamo na prepade ulazili Tatari. Tatari su ondje povremeno pljačkali i pustošili manji broj naseljenih sredina te su time cjelokupan stepski prostor učinili nesigurnim za život. Tatari nisu dozvoljavali da se na tim prostorima uspostavi red, niti su po svojoj nomadskoj prirodi željeli trajno nastaniti te prostore. Stepa južne Ukrajine, inače bogata mineralnim solima, biljnim i životinjskim vrstama, rijekama koje su bogate ribljim fondom, tako je postala često mjesto povremenog obitavanja sve većeg broja Ukrajinaca bez obzira na tatarsku opasnost. Povod tomu bile su stroge restrikcije u sjeverozapadnoj Ukrajini.
Krajem 15. stoljeća sve veći broj Ukrajinaca odlučuje se periodično nastaniti na tim južnim prostorima smatrajući da u manjim zajednicama mogu uspostaviti kontrolu nad osvajačkim pohodima Tatara i razvijati svoj društveni život neovisno od poljske represije. U početku često se vraćaju u domicijalne sjeverozapadne ukrajinske krajeve, uglavnom grad Kijev i druga obližnja središta te se potom vraćaju na stepu duž rijeke Dnjepar. Profil tih Ukrajinaca ispočetka su činili isključivo vojnici, lovci i ukrajinski seljaci, potom se priključuju i mnogobrojni plemići, koji se postepeno ujedinjuju u zajednice te polako stvaraju novi neovisan društveni i vojni stalež. Vode sve češće ratove protiv Tatara i stječu zavidnu vojnu vještinu koja je nadmašila mnoge druge narode u okruženju. Sve veći broj tih organiziranih Ukrajinaca počinje predstavljati jaku vojnu silu i stječu naziv Kozaci. 

## Porijeklo imena kozak
Riječ «kozak» koju su Ukrajincima i Rusima u ranom stadiju nadjenuli upravo Tatari, turkijskog je porijekla, prvi puta pridošla na južne ukrajinske prostore početkom 13. stoljeća, ali je s vremenom stekla međunarodno značenje i često se koristila u međunarodnom riječniku. U originalnom prijevodu vjerojatno označava «bijelu gusku», kako su Tatari imenovali pridošle vitke i svjetlopute istočne Slavene, uglavnom Ukrajince i Ruse. 
Riječ «kozak» u 13. stoljeću označava stražara, potom razbojnika, a kasnije označava «slobodnog čovjeka», i prvi puta u modernijoj povijesti zabilježena je 1492., kada se Krimski kan požalio na vojnu snagu kozaka koja je počela predstavljati ozbiljnu opasnost za tatarska središta na krajnjem jugu Ukrajine i Rusije. Siromašni kozaci u samom početku pljačkaju svoje neprijatelje i stječu ratni pljen, između ostalog konje, oružije i odjeću te tako postaju sve bolje naroužani i dostojanstveno odjeveni. Obrazovaniji, imućniji i elegantniji kozaci u 16. stoljeću postaju simbol ukrajinske neovisnosti i potom čuvari granica Ruskog Carstva.

## Popis ukrajinskih hetmana
Riječ «hetman» u ukrajinskoj povijesti označava vrhovnog vojnog i političkog poglavara. Riječ ima njemačko porijeklo i označava glavešinu ili osobu na čelu nečega. Hetmani Ukrajine prema redoslijedu izdržavanja političke funkcije:
- Predslav Ljanckoronskij (1506. – 1512.)
- Ostap Daškevič (1506. – 1536.)
- Dmitro Višneveckij (1550. – 1564.)
- Ivan Svirgovskij (1567. – 1574.)
- Ivan Pidkova (1577. – 1578.)
- Ivan Oriševskij (1579. – 1591.)
- Bogdan Mikošinskij (1586. – 1594.)
- Krištof Kosinskij (1591. – 1593.)
- Grigorij Loboda (1593. – 1596.)
- Severin Nalivajko (1596.)

- Petro Konaševič - Sahajdačnij (1614. – 1622.); značajna kozačka ličnost koja vodila uspješne ratove protiv Tatara i Turaka. Konaševič je ujedno u savzništvu s poljskim trupama uspješno predvodio vojne kozačke jedinice u ratu protiv Moskve 1618. i i bitci kod tvrđave Hotin 1621. godine. Konaševič je poticao odcjepljenje Rusi-Ukrajine od Poljske.
- Mihajlo Dorošenko (1623. – 1628.)
- Grigorij Čorni (1628. – 1630.), izabran od registriranih kozaka
- Taras Fedorovič (1629. – 1630.), izabran od neregistriranih kozaka
- Ivan Sulima (1630. – 1635.)
- Dmitro Hunja (1638.)
- Bogdan Hmeljnickij (1648. – 1657.); značajna kozačka ličnost i prvi hetman ukrajinske Zaporoške republike koja je stekla neovisnost od Poljske. Hmeljnickij je stvorio nužan savez s Moskovskom državom 1654. i time postavio Ukrajinu pod privremenu zaštitu Rusije.
- Ivan Bohun (Lipanj, 1651.)
- Ivan Vihovskij (1657. – 1659.)
- Jakim Somko (1660. – 1663.)
- Jurij Hmeljnickij (1659. – 1662.), (1678. – 1681.), hetman Desnoobalne Ukrajine
- Pavlo Teterja (1663. – 1665.), hetman Desnoobalne Ukrajine
- Petro Dorošenko (1665. – 1672.), hetman Desnoobalne Ukrajine
- Ivan Briuhoveckij (1663. – 1668.)
- Demjan Mnogogrišnij (1669. – 1672.)
- Mihajlo Hanenko (1669. – 1674.), hetman Desnoobalne Ukrajine
- Ivan Samojlovič (1672. – 1687.)

- Ivan Mazepa (1687. – 1709.); značajna kozačka ličnost koja je u savezništvu sa švedskim kraljom Karlom XII. pokušao steći neovisnost Rusi-Ukrajine od Rusije koju je prevodio car Petar I.
- Pilip Orlik (1709.)
- Ivan Skoropadskij (1709. – 1722.)
- Pavlo Polubotok (1722. – 1724.)
- Danilo Apostol (1727. – 1734.)
- Kirilo Rozumovskij (1750. – 1764.)

## Vanjske poveznice
- Адріан Кащенко: ОПОВІДАННЯ ПРО СЛАВНЕ ВІЙСЬКО ЗАПОРОЗЬКЕ НИЗОВЕ
- Encyclopedia of Ukraine: Cossacks (eng.)
- Михайло ГРУШЕВСЬКИЙ: ІСТОРІЯ УКРАЇНИ-РУСИ - ТОМ VIІ. КОЗАЦЬКІ ЧАСИ — ДО РОКУ 1625 (ukr.)
- Яковенко Наталія: Нариси Історії України - З найдавніших часів до кінця XVIII ст. - КОЗАЦЬКА ЕРА: Козацька революція 1648-1657 рр. (ukr.)  Arhivirana inačica izvorne stranice od 15. rujna 2009. (Wayback Machine)